# Brain-sur-Longuenée
Brain-sur-Longuenée – miejscowość i dawna gmina we Francji, w regionie Kraj Loary, w departamencie Maine i Loara. W 2008 roku liczba ludności wynosiła 992 mieszkańców. 
W dniu 28 grudnia 2015 roku z połączenia czterech ówczesnych gmin – Brain-sur-Longuenée, Gené, La Pouëze oraz Vern-d'Anjou – utworzono nową gminę Erdre-en-Anjou. Siedzibą gminy została miejscowość Vern-d'Anjou. 